# Sumi Shimamoto
Sumi Shimamoto (島本 須美 Shimamoto Sumi; Kōchi, Prefectura de Kōch; 8 de diciembre de 1954) es una seiyū japonesa . También es conocida como Sumi Koshikawa (越川 須美 Koshikawa Sumi) puesto que está casada con el comediante japonés Daisuke Koshikawa. Es la madre de la también seiyū Shiori Koshikawa.
Entre otros roles, es reconocida por interpretar a Nausicaä de la película Nausicaä del Valle del Viento, Shokupanman de Soreike! Anpanman, Ishizu Ishtar de Yu-Gi-Oh!, Clarisse de Cagliostro en la película de Lupin III: El castillo de Cagliostro y a Kyoko Otonashi de Maison Ikkoku.
Ha sido condecorada con el "Premio Kazue Takahashi" en la 11.º edición de los Seiyū Awards.

## Roles interpretados

### Series de Anime
- Ai Yori Aoshi como la madre y la abuela de Taeko
- Aka-zukin Cha-Cha como Piisuke y la Directora Urara
- Avenger como Westa
- Berserk 2017 como Flora[4]
- Black Jack como Sono Eiko
- Bleach como Miyako Shiba
- City Hunter como Maki
- Cyborg 009 (2001) como Ixquic
- Detective Conan como Fumiyo Akechi y Yukiko Fujimine
- Dragon Ball como Sirena
- Dragon, Ie wo Kau. como Jörmungandr
- Eat-Man '98 como Koko
- El largo viaje de Porphy como Anek
- El Mago de Oz como Dorothy Gale
- El teatro de Rumiko como Seiko Shima
- Emma Victorian Romance Second Act como Aurelia Jones
- Fractale como Moeran
- Full Moon o Sagashite como Great Mother
- Genji Tsūshin Agedama como Kuki Kiku y Yamabuki
- Ginga Shippū Sasuraiger como Stephanie
- Gintama como Mitsuba Okita
- Go! Anpanman como Shokupanman
- Great Teacher Onizuka como Chizuru Ohta
- Gulliver Boy como Ripuri
- Hamelin no Violin Hiki como Queen Horn
- Hana no Mahōtsukai Mary Bell como Mamaberu Fon De Kasse
- Hello Kitty's Paradise como Mama
- Ishida to Asakura como la Profesora Kinoshita
- Jigoku Shōjo Mitsuganae como Sayoko Mikage
- Jungle Taitei (1989) como Eliza y Ryona
- Kannagi como Shige Kamimori
- Kiddy Grade como Batorshika
- Kindaichi Shounen no Jikenbo como Arisa Midou
- Kiteretsu como Ikue Hanamaru, Michiko Kite (2.ª voz) y Yoshie Sakurai (2.ª voz)
- Kore wa Zombie Desu Ka? of the Dead como Delusion Yū
- Kosetsu Hyaku Monogatari como Oyoshi
- Kurau: Phantom Memory como Kleine
- Kyatto Ninden Teyandee como Usa no Tsubone
- La princesa Sara como Sara
- La vuelta al mundo de Willy Fog como Chiko
- Las aventuras de Peter Pan como Campanita
- Los Moomin como Fillyjonk
- Lucky☆Star como Kanata Izumi
- Mai no Mahō to Katei no Hi como Yuki
- Mainichi Kaa-san como la Narradora
- Maison Ikkoku como Kyoko Otonashi
- Mama wa Shougaku Yonensei como Sawako Yamaguchi
- Master Keaton como Anna Plummer
- Mermaid's Forest como Towa
- Mikan Enikki como Kikuko Kusanagi
- Mister Ajikko como Yoahimu
- Misutenaide Daisy como Rarako-sensei
- Mushishi: Zoku-Shō como Sumi
- Nichijō como la Narradora
- Ninja Senshi Tobikage como la Princesa Romina
- Oh! Family como Fii
- Oniisama e... como Rei "Hana no Saint-Just" Asaka
- Patlabor como Ayano
- Pigmalión como Orie
- Princess Nine como Shino Hayakawa
- Reporter Blues como Antoinette Dubois "Tony"
- Rocky Rackat! como Momoko Wakaba
- Rurouni Kenshin como Tae Sekihara
- Sailor Moon Sailor Stars como Akane Gushiken/Sailor Director
- Sally, la bruja (1989) como la madre de Sumire
- Sasuga no Sarutobi como Chiaki
- Sentō Mecha Xabungle como Maria
- Senyū. como la madre de Alba
- Senyū. Dai 2 Ki como la madre de Alba
- Shichinin no Nana como Mitsuko Suzuki
- Shinigami no Ballad como la madre de Chiaki
- Shinkai Densetsu Meremanoid como Rusmira y la Narradora
- Shin Lupin III como Maki Ooyamada
- Silent Möbius como Nana Yamigumo
- Smile PreCure! como Royale Queen
- SoltyRei como Elaine
- Sorcerer Hunters como Big Mamma
- Space Dandy como Alethia
- Spoon Oba-san como Den y Rury
- Strawberry Eggs como Toko Kuzuha
- Sugar Sugar Rune como Candy Mieux
- Sword Gai: The Animation como Kei
- Tenku Senki Shurato como Vishnu
- Tetsujin 28-gō (2004) como la esposa de Shikishima
- Tsubasa: RESERVoir CHRoNiCLE como Emeraude
- Ulises 31 como Themis
- Ultraman/Jonias como Mutsumi
- Urusei Yatsura como Asuka Mizunokouji, la madre de Ten y Tsuyuko Amamori
- Wake Up, Girls! como la madre de Mayu
- ×××HOLiC como Hydrangea
- Yakushiji Ryōko no Kaiki Jikenbo como Ruriko Isurugi
- Yu-Gi-Oh! (2000) como Priest Isis
- Yume Senshi Wingman como Matsuoka Sensei
- Zendarman como Eve

### OVAs
- Ai Monogatari como Mayumi (Stop the Time)
- Aka-zukin Cha-Cha como Piisuke y la Directora Urara
- Aoyama Gōshō Tanpen-shū como Yukiko Fujimine
- Aoyama Gōshō Tanpen-shū 2 como Yukiko Kudō
- Black Jack Final como la Dra. Kang
- Bōken! Iczer-3 como Sister Grey
- Dream Hunter REM como Kyōko Takamiya y Yōko Takamiya
- Fire Emblem como Elis
- Fire Tripper como Suzuko
- Giant Robo como Gin Rei
- Gin Rei como Gin Rei
- Ikkoku-kō nanpa shimatsuki como Kyoko Otonashi
- Jungle de ikou como Rongo
- Koko wa Greenwood como Sumire Hasukawa
- Mamono Hunter Yohko como la Princesa Yanagi
- Maris the Chojo como Zombie Sue
- Mōryō Senki MADARA como la Princesa Sakuya
- Musekinin Kanchō Tyler como Miranda
- Ojamajo Doremi como la madre de Nozomi
- Salamander como Paula
- Sei Michaela Gakuen Hyōryūki II como Sister Yumiko
- Seishōjo Kantai Virgin Fleet como Shiokaze Umino
- Seito Shokun! como Noriko Kitashiro
- Sekai no Hikari: Shinran Seijin como Gozen Kikkō
- Shuten Doji como Miyuki Shiratori
- Sorcerer Hunters como Big Mamma
- Tatakae! Iczer-1 como Sir Violet
- Tokyo Babylon (1994) como Kiriko Kashiwagi
- Utsunomiko como Nayotake
- Utsuriyuku kisetsu no naka de como Kyoko Otonashi

### Especiales y cortos de Animación
- Detective Conan Magic File 2 como Yukiko Fujimine
- Kiku-chan to Ōkami como la Madre
- La bailarina de Izu como Kaoru
- Sango-sho Densetsu: Aoi Umi no Erufii como Elfie
- Soreike! Anpanman: Horāman y Horāhorako como Shokupanman
- Soreike! Anpanman: Kokinchan y las lágrimas azules como Shokupanman
- Soreike! Anpanman: Nieve y Negro Baikinman Motemote como Shokupanman
- Soreike! Anpanman: Todos juntos! Anpanman Mundial como Shokupanman
- Soreike! Anpanman Minami no Umi o Sukue! como Shokupanman

### Películas

#### Go! Anpanman
En el rol de Shokupanman, participó en las siguientes películas:
- Soreike! Anpanman: Contraataque de Baikinman
- Soreike! Anpanman: Cuando la flor del coraje abre
- Soreike! Anpanman: Deseo de Ruby
- Soreike! Anpanman: Dori de la Estrella de la Vida
- Soreike! Anpanman: Estrella de Gomira
- Soreike! Anpanman: La gran aventura de Hapii
- Soreike! Anpanman: La imagen del vuelo de libros y los zapatos de cristal
- Soreike! Anpanman: La Pirámide del Arco Iris
- Soreike! Anpanman: Las lágrimas de la princesa sirena
- Soreike! Anpanman: Lírica Bruja Mágica de la Escuela
- Soreike! Anpanman: Nyanii del País de los Sueños de los Gatos
- Soreike! Anpanman: Palma de la mano con el Sol
- Soreike! Anpanman: Purun el rey burbuja
- Soreike! Anpanman: Secreto de hadas de Rinrin
- Soreike! Anpanman: Vamos a derrotar el barco encantado!

#### Otras
- Buda 2: Camino a la iluminación como la madre del Príncipe Ruri
- Buddha Saitan como Yamada sensei
- Chocchan Monogatari como Cho "Chocchan" Kuroyanagi
- Cutey Honey Flash como Claire
- Detective Conan: El fantasma de Baker Street como Irene Adler
- El castillo de Cagliostro como Clarissa de Cagliostro
- Hakubo (rol sin confirmar)[5]
- Hoshi o Ou Kodomo como Risa
- Kiddy Grade -Truth Dawn- como Padushka
- La aventura en la isla del reloj como la madre de Akisu
- La princesa Mononoke como Toki
- Los Moomin como Viljonka
- Lum the Forever como Asuka Mizunokouji
- Maison Ikkoku como Kyoko Otonashi
- Mi vecino Totoro como Yasuko Kusakabe
- Nausicaä del Valle del Viento como Nausicaä
- Oshare Majo Love and Berry: Shiawase no Mahou como la Legendaria Oshare Master
- Proyecto A-Ko 4: Final como Hahaoya
- Puedo escuchar el mar como la amante del padre de Rikako
- Único en la Isla de la Magia como Cherry
- Remember My Love como Lahla
- Utsunomiko como Nayotake
- El tiempo contigo como Señora Mamiya

### Drama CD
- Otaku no Musume-san como Taeko Asou

### Videojuegos
- Berserk: Millennium Falcon Hen Seima Senki no Shō como Flora
- Dissidia: Final Fantasy como Cosmos
- Dissidia 012 Final Fantasy como Cosmos
- Dunamis 15 como Ichika Yamato
- Lost Odyssey como Lirum
- Lucky ☆ Star: Ryōō Gakuen Ōtōsai como Kanata Izumi
- Mugen Senshi Valis como Yuuko Asou
- Sword of the Berserk: Guts' Rage como Eriza y Annette

### Doblaje
- Basic Instinct como Katherine Tremmel
- Mr. Nice Guy como Diana
- Star Wars (trilogía original) como Leia Organa
- Stuart Little 2 como Margalo
- Tinker Bell and the Lost Treasure como la Narradora

## Música
- Participó en el opening del OVA Seishōjo Kantai Virgin Fleet Aitsu y en el ending Go! Virgin Fleet. Este último en compañía de Chinami Nishimura y Satsuki Yukino.[6]

## Trabajos en animación
- Para la película para televisión Puedo escuchar el mar del Studio Ghibli, instruyó en cuanto al dialecto, puesto que la historia se sitúa en Kōchi, de donde ella es oriunda.[7]